# 창조의 기둥

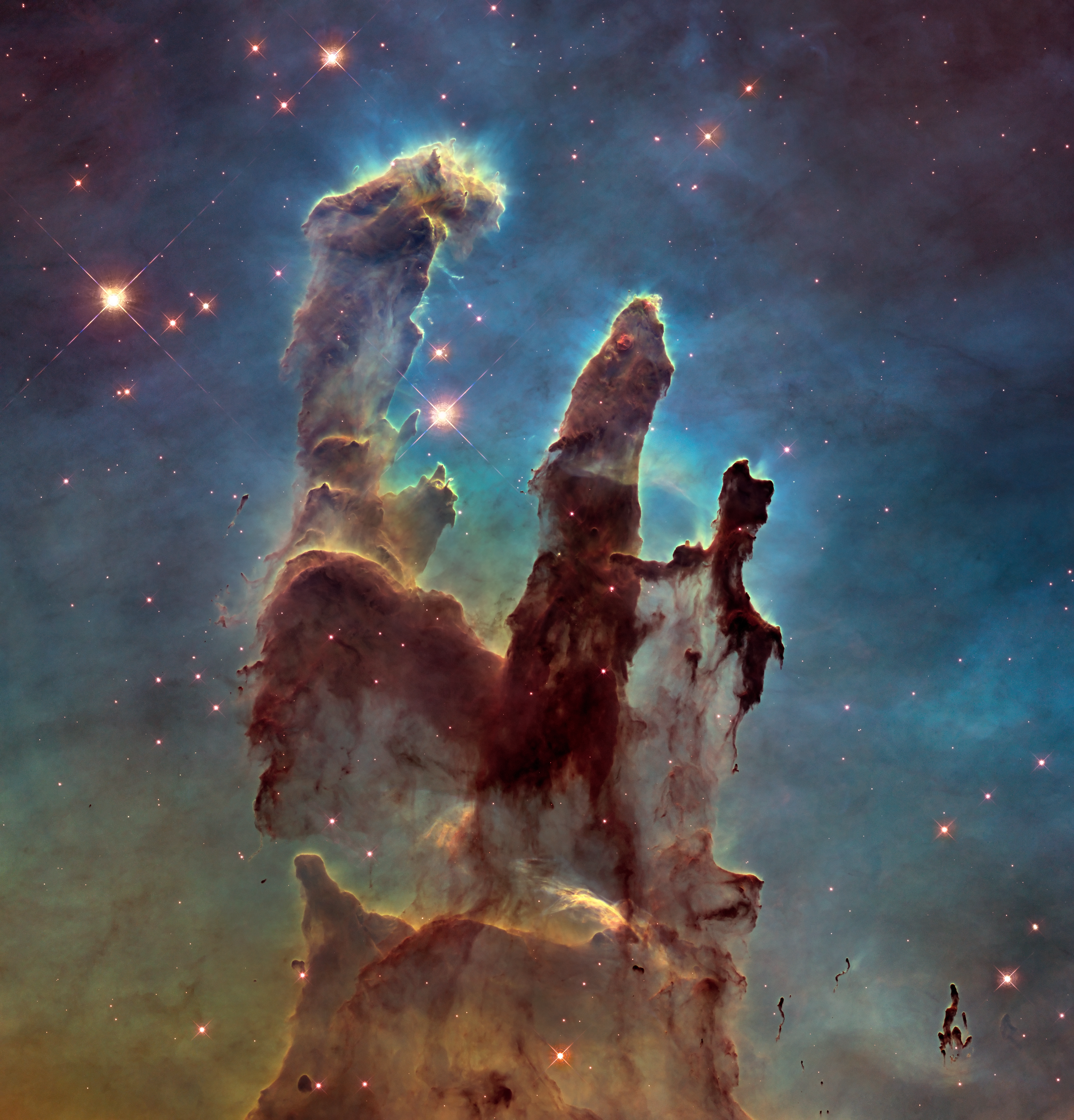
2014년 허블 우주망원경이 촬영한 고화질 사진

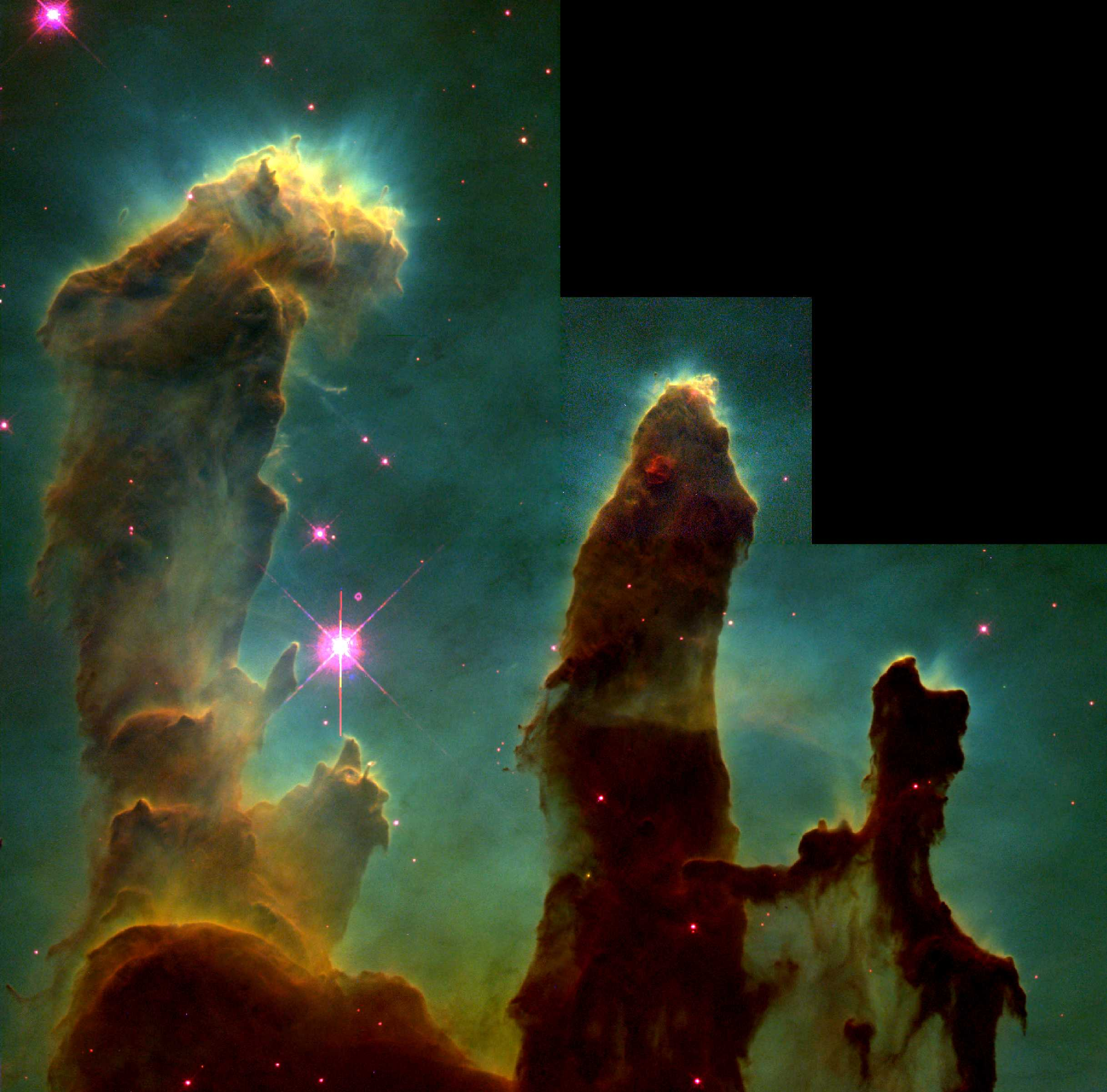
독수리 성운의 "창조의 기둥"은 허블 우주망원경이 촬영한 상징적인 사진이다.

창조의 기둥(영어: Pillars of Creation)이란 허블 우주 망원경이 지구로부터 약 7,000 광년 떨어진 수리 성운의 성간 가스와 성간 먼지의 덩어리를 촬영한 사진이다. 이 가스와 먼지들이 새로운 별을 만드는 과정 중에 있으며, 그와 동시에 최근에 형성된 근처의 별의 빛에 의해 무너져 가고 있기 때문에 이런 이름이 붙었다. 이 사진은 1995년 4월 1일에 촬영되었으며, Space.com에서 가장 훌륭한 허블 사진 열 장 중 하나로 선정되었다. 이 사진을 찍은 천문학자는 제프 헤스터(Jeff Hester)와 폴 스코웬(Paul Scowen)으로, 1995년 당시 둘 다 애리조나 주립 대학교에 소속되어 있었다. 2011년, 유럽 우주국(ESA)의 허셜 우주 망원경이 이 지역을 다시 촬영하였다.

## 조성
창조의 기둥은 차가운 수소 분자와 먼지로 이루어져 있으며, 이것들은 주위 가까운 항성들이 방출하는 자외선으로 인한 광증발에 의해 침식되고 있다. 가장 왼쪽의 기둥은 그 길이가 약 4 광년이다. 기둥 꼭대기의 조그만 손가락 모양 돌출부가 우리 태양계 전체 크기보다도 크다. 이 가스들은 증발하는 기체 구상체(EGG)의 그림자로 인해 보이게 되며, EGG는 가스를 강렬한 자외선 선속으로부터 보호한다. EGG 자체도 새로운 별이 태어나는 인큐베이터이다.

## 파괴
스피처 우주망원경이 창조의 기둥 부근의 뜨거운 먼지구름을 걷어낸 사진을 촬영했다. 일단의 연구진은 이것을 초신성의 충격파 때문이라고 해석했다. 구름의 모양이 약 6000년 전에 초신성이 있었음을 시사하고 있으며, 창조의 기둥까지의 거리가 약 7000 광년인즉, 이미 기둥은 파괴되었으나 광속이 유한하므로 아직 그 파괴가 지구에서 관측되지 못한 것일 수 있다는 것이다. 만약 그렇다면 약 1000년 뒤에 그 파괴를 볼 수 있을 것이다. 하지만 뜨거운 먼지를 이렇게 해석하는 것은 스피처 관측과 무관한 천문학자들 사이에서 논란의 대상이 되어 왔다. 그들은 초신성은 창조의 기둥에서 관측된 것보다 더욱 강력한 전파와 엑스선을 방출해야 하며, 먼지가 덥혀진 것은 막대한 크기의 별의 항성풍에 의한 것일 수도 있다고 주장한다. 그 주장이 맞다면, 창조의 기둥은 보다 점진적인 풍화의 과정을 겪고 있는 것이 된다.

## 허블 사진
허블의 기둥 사진은 허블에 탑재된 WFPC2의 서로 분리된 네 개의 카메라로 촬영한 서로 다른 32장의 이미지로 이루어져 있다. 그리고 서로 다른 화학 원소들이 방출하는 빛을 각각 다르게 착색·합성해 사진을 완성하였다. 녹색은 수소, 붉은색은 1가 전리 유황, 파란색은 2가 전리 산소이다.
사진 오른쪽 위에 시커먼 부분이 생긴 것은, 천문학자들이 세부를 더 잘 볼 수 있도록 카메라 네 대 중 한 대가 부분을 확대하는 데 돌려졌기 때문이다. 고로 이 카메라로 얻은 상은 다른 세 카메라에 맞도록 비례하여 축소되었다.

## 허셜 사진
2011년에 허셜 우주망원경이 원적외선 파장에서 창조의 기둥을 새로 찍었다. 원적외선을 통해 기둥 속을 파고들어 그 구역의 구조를 알아내고, 독수리 성운 내부의 창조적 그리고 파괴적인 힘에 대한 천문학자들의 보다 완전한 이해를 도울 수 있다.